# Contea di Yongqing
La contea di Yongqing (永清县S, Yǒngqīng XiànP) è una contea della Cina, situata nella provincia di Hebei e amministrata dalla prefettura di Langfang.